# Johann Gottfried Schadow
Johann Gottfried Schadow (Berlino, 20 maggio 1764 – Berlino, 27 gennaio 1850) è stato uno scultore tedesco.

## Biografia

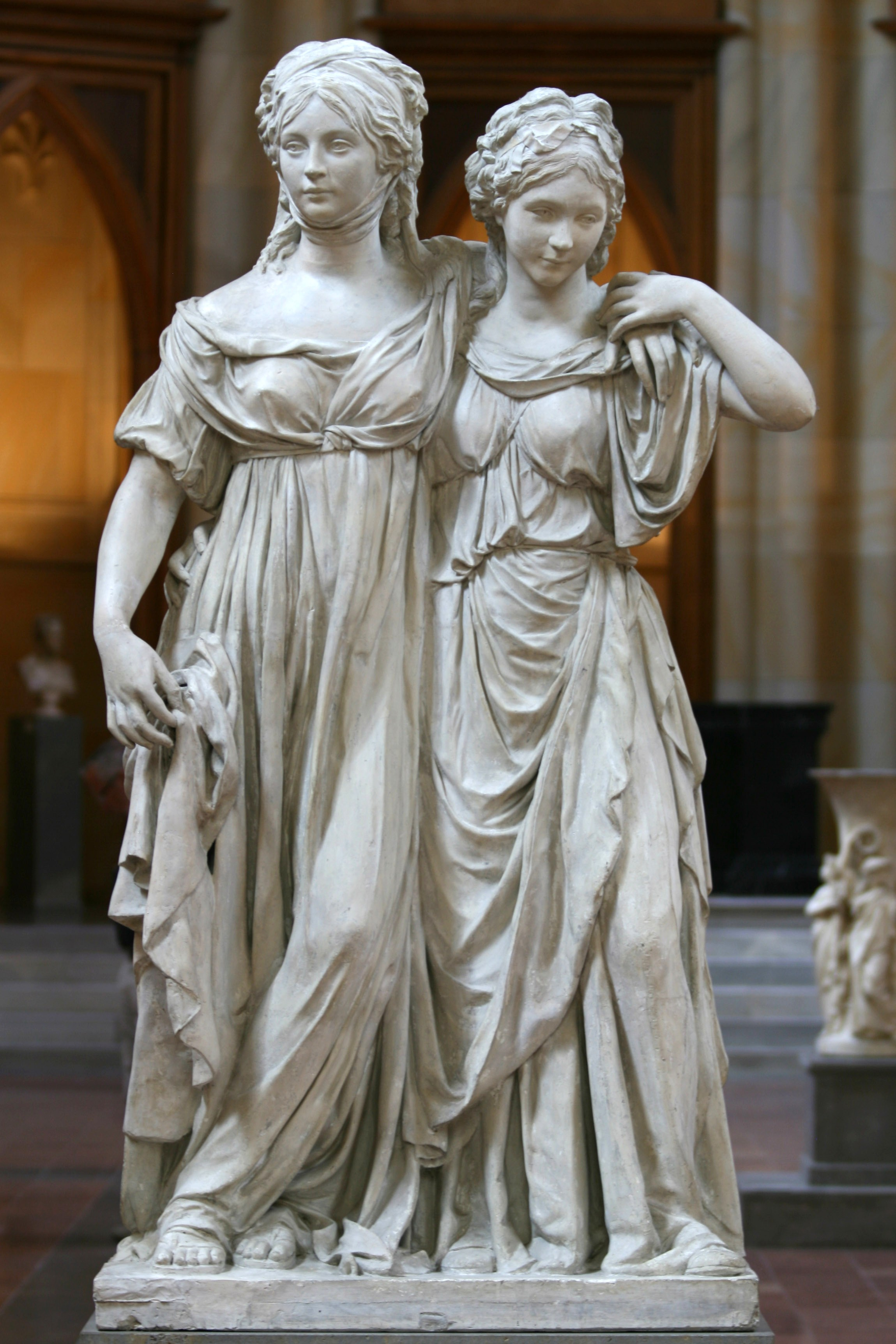
Prinzessinnengruppe (principesse Luisa e Federica)

Figlio di Gottfried Schadow (1738 - 1788) e Anna Nilles Caterina, il suo primo maestro fu Jean-Pierre-Antoine Tassaert, fu amico di Johann Wolfgang von Goethe, per lui creò alcune medaglie in bronzo, in seguito una di esse venne esposta al British Museum
Frequentò l'Universität der Künste Berlin, visse per un breve periodo di tempo (nel 1785) a Dresda in compagnia del ritrattista Anton Graff. In seguito, nello stesso anno, partì per un viaggio nelle maggiori città della penisola italica Venezia, Firenze e Roma dove conobbe Alexander Trippel e lavorò con lui.
Successivamente divenne amico del pittore tedesco Heinrich Füger, dello scultore austriaco Franz Anton Zauner e dello scultore italiano Antonio Canova. Si sposò il 25 agosto 1785 con Anna Augustine Devidels (nata il 17 dicembre 1758), figlia di un gioielliere viennese, Samuel Devidels.
Nel 1815 divenne il direttore dell'accademia delle belle arti di Berlino. Nel 1817 sposò a Berlino, Caroline Henriette Rosenstiel (1784-1832), figlia di Friedrich Philipp Rosenstiel (1754-1832).
Fra le sue opere più note la quadriga, e i vari busti presenti nel Walhalla.

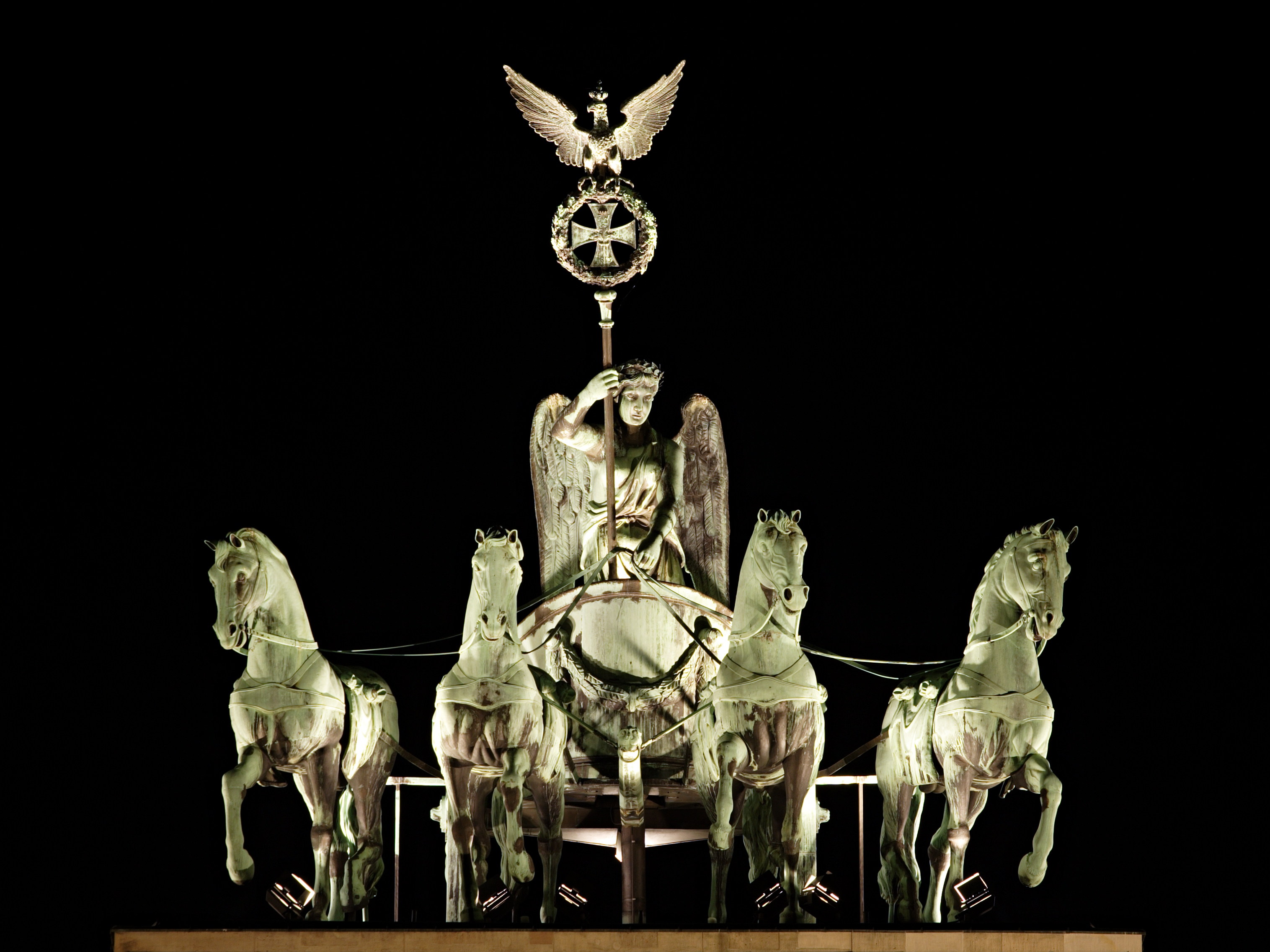
La quadriga di Johann Gottfried Schadow

Dalla sua prima moglie Anna Augustine Devidels ebbe:
- Rudolf Schadow (1786- 1822).
- Friedrich Wilhelm von Schadow (1788 - 1862)

Dalla sua seconda moglie Caroline Henriette Rosenstiel ebbe:
- Richard Schadow (7 febbraio 1818 - 20 agosto 1918)
- Felix Schadow (1819 - 1861)
- Lida Schadow
- Julius Schadow (22 luglio 1824 - 1827)

## Riconoscimenti
- 1842, decorato con l'onorificenza Pour le Mérite, da Federico Guglielmo IV di Prussia
- 1844, insignito dell'Ordine della Stella Polare

## Note

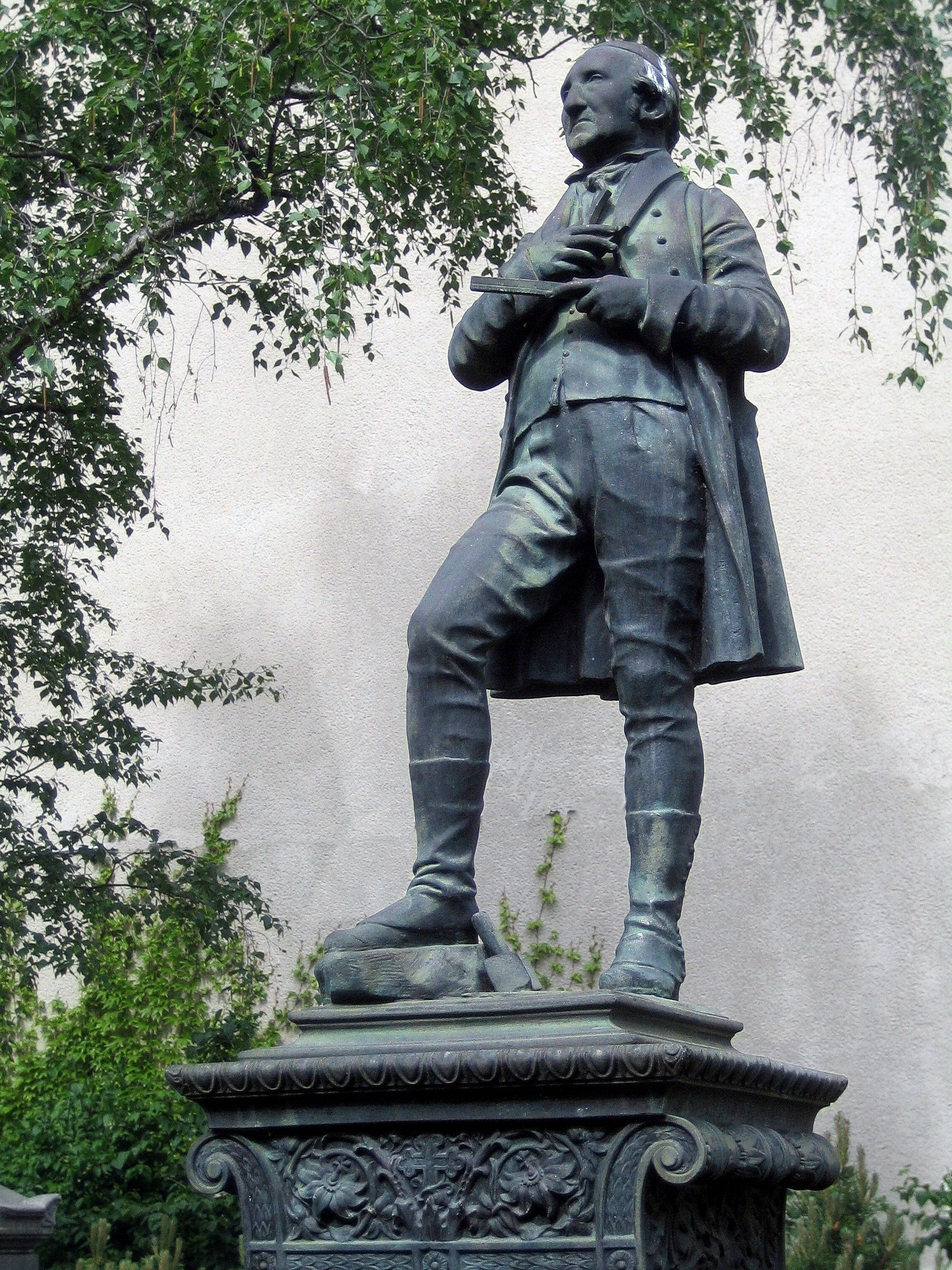
Monumento tombale di Schadow al Cimitero di Dorotheenstadt.